# Boris Alexandrowitsch Jeflow

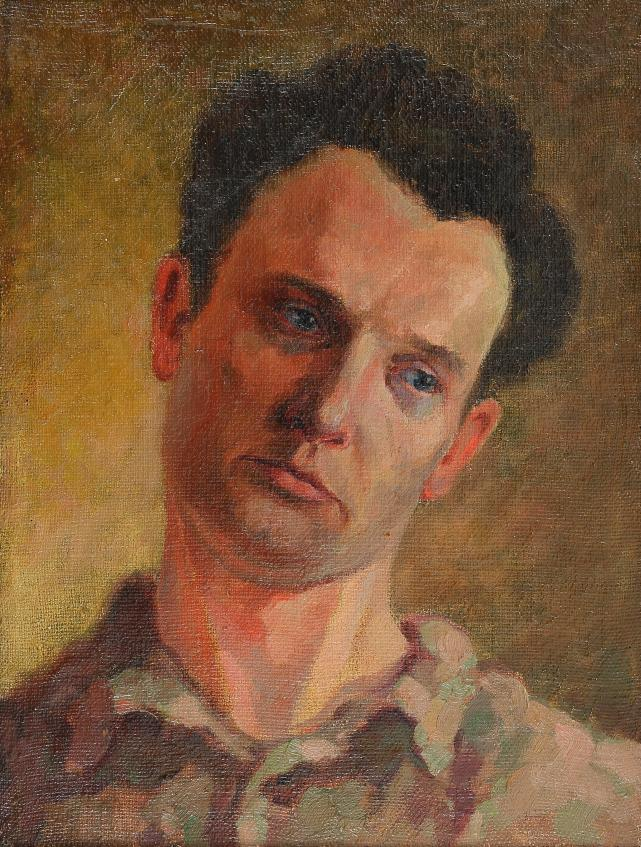
Selbstporträt aus dem Jahr 1957

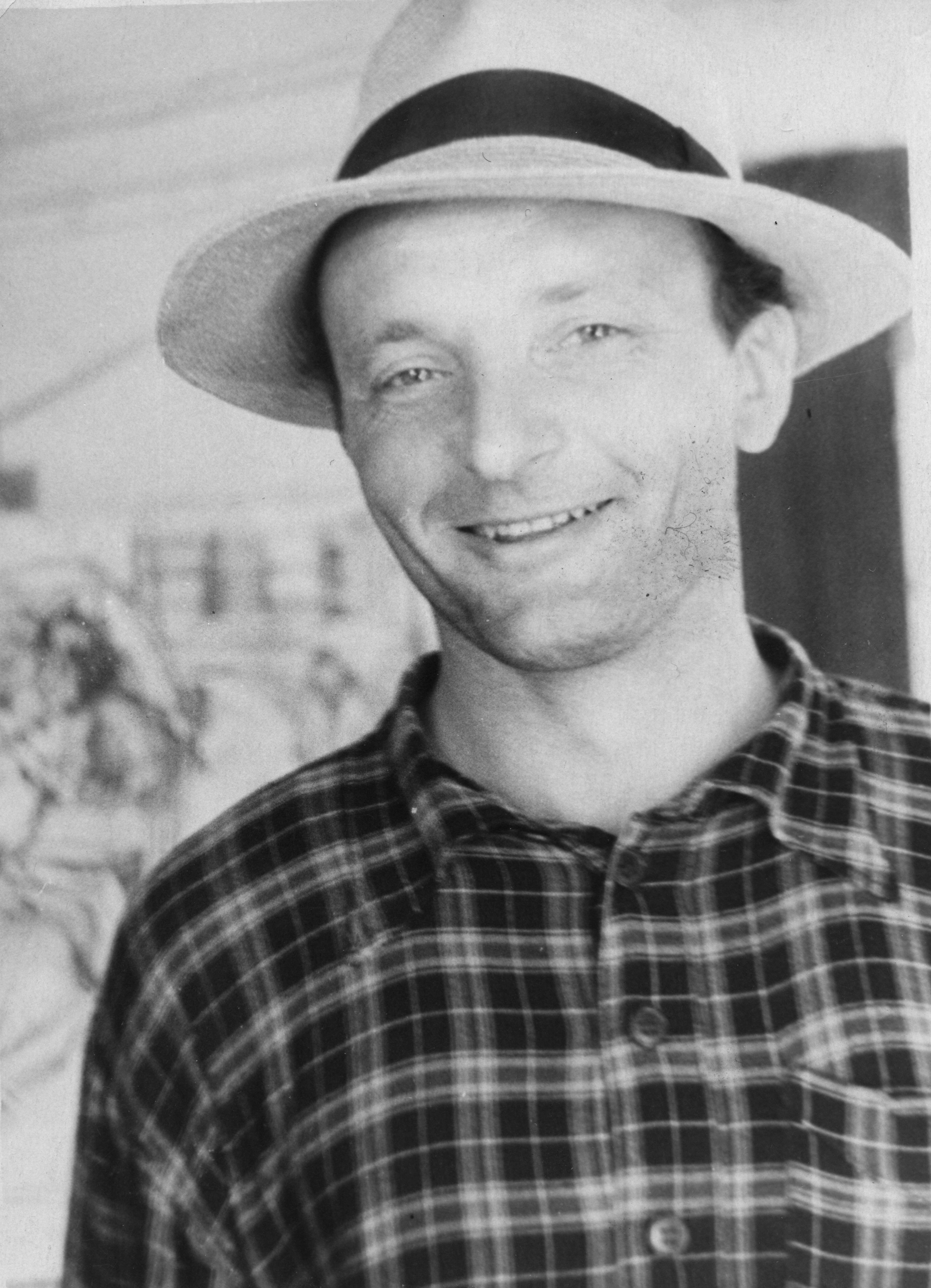
Boris Jeflow im Jahr 1950

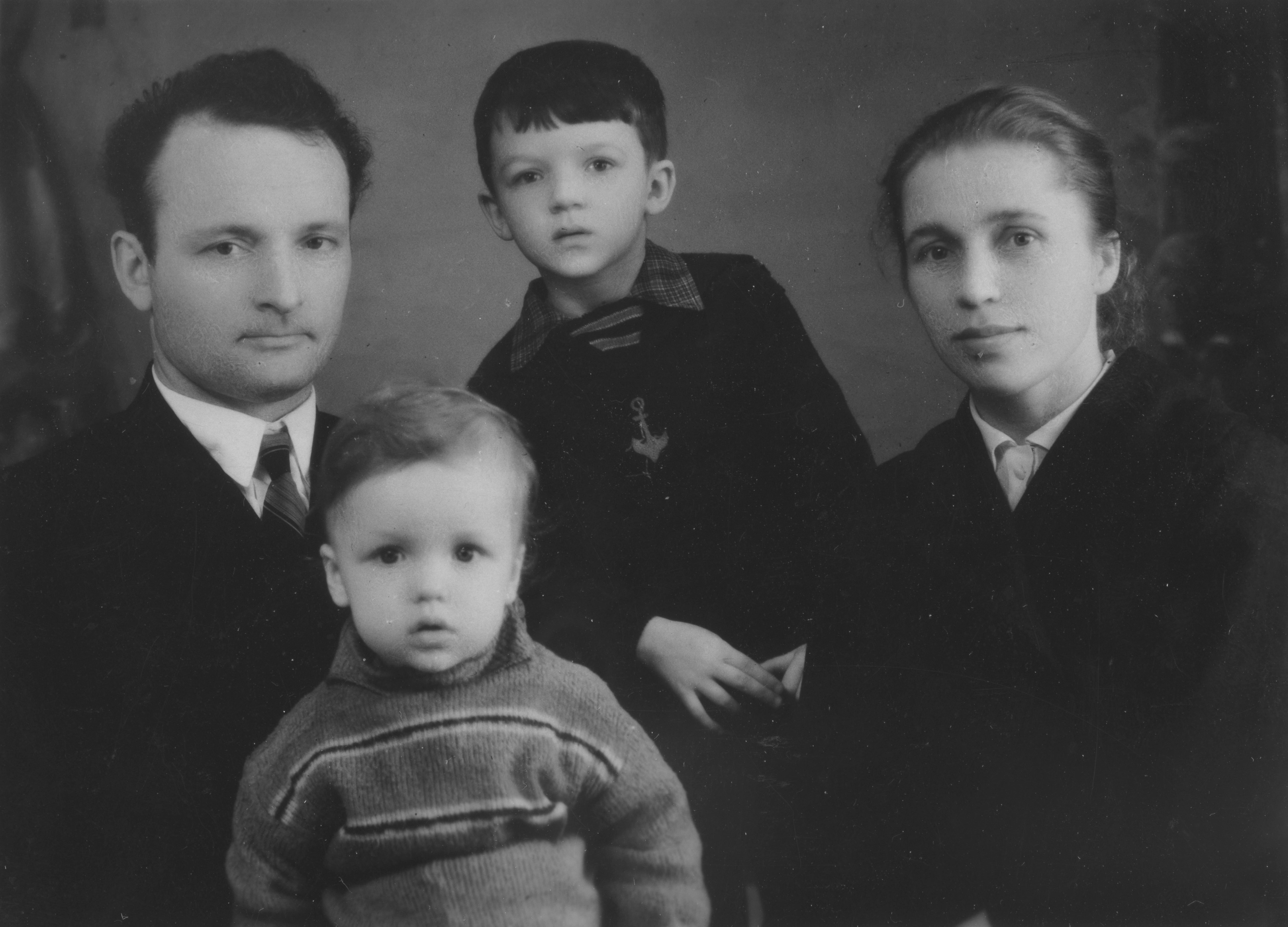
Jeflows Familie im Jahr 1961

Boris Alexandrowitsch Jeflow (russisch Борис Александрович Ефлов, auch Boris Jeflow; * 18. Dezemberjul. / 31. Dezember 1926greg. im Dorf Selischtsche, Rajon Borissoglebski, Oblast Jaroslawl; † 4. Märzjul. / 17. März 2013greg. in Kostroma) war ein sowjetischer und russischer Maler und Graphiker. Er gilt als Meister der Landschaftsmalerei. 

## Leben

### Familie
Boris Jeflow wurde am 31. Dezember 1926 im Dorf Selischtsche, Rajon Borissoglebski, Oblast Jaroslawl geboren. In der Nähe war ein Truppenteil der Roten Armee stationiert, in dem sein Vater Alexander Grigorjewitsch Jeflow als Berufsoffizier diente. Seine Mutter Klawdija Wassiljewna Koltschina wuchs in der Familie eines Großbauern auf. Boris wurde sehr früh Halbwaise, nachdem sein Vater im Rahmen der sogenannten Stalinschen Säuberungen verfolgt, verhaftet und im Jahr 1938 erschossen worden war. Demzufolge war die Familie gezwungen, nach Kostroma ins Haus von Bekannten zu ziehen. Der Vater wurde posthum rehabilitiert.
Als Kind zeichnete Boris leidenschaftlich gern und kopierte auch unterschiedliche klassische Werke von berühmten Malern. Aufgrund der schwierigen finanziellen Lage der Familie entschied er jedoch, sich freiwillig für die Armee zu melden, obwohl er noch nicht siebzehn Jahre alt war.

### Militärdienst
Nach der kurzen militärischen Ausbildung wurde Boris Jeflow zu einer aktiven Einheit der Schwarzmeerflotte beordert. Anfangs diente er auf dem Gardekreuzer Rote Krim und später, bis zu seiner Entlassung, als Richtkanonier auf dem Zerstörer Ognewoj. Während seiner seltenen Landgänge besuchte er den Zeichenstudiengang beim Malerstudio in Sewastopol. Die von jener Zeit erhalten gebliebenen Zeichnungen waren auf verschiedenen thematischen Ausstellungen vertreten.

### Kostroma
Im Jahr 1951 nach Rückkehr zu seiner Familie war er im Puppentheater als Dekorationsmaler tätig. 1952 heiratete er Walentina Alexandrowna Anissimowa (Jeflowa). Ihnen wurden zwei Söhne geboren, Wladimir (geb. 1955) und Alexander (geb. 1959). Beide widmeten sich der Wissenschafts- und Lehrtätigkeit. Von 1953 bis 1958 studierte Boris Jeflow an der Malerschule Kostromas. In den folgenden Jahren bis zu seinem Ruhestand arbeitete er im Atelier der Kunststiftung Russlands. 
Künstler sowohl von Berufung als auch von Beruf, fand er immer Zeit, im Freien zu malen. Er fing die Stimmung der Landschaft auf und verwirklichte seine Wahrnehmung in zahlreichen Studien, die ihm nachher ermöglichten, in der Stille des Ateliers die Gemälde, einzigartig in Farbsättigung und profundem Inhalt, zu schaffen: Altweibersommer, Laubfall u. a.
Dank seiner Reisen ins Gebiet Wologda, in die Stadt Kirillow, entstand eine bedeutende kreative Serie, und darunter die berühmtesten Aquarellgemälde des Malers: Eckturm, Der Weg zum Gotteshaus, Die Heilige Pforte. 
Während seines Aufenthalts in Seweromorsk war Boris Jeflow durchdrungen von der magischen Schönheit des Nordens, die ihn nie mehr freiließ. Der magische Drang nach Norden führte ihn nach Karelien. Er besuchte dieses Land mehrere Male, und dank seiner Eindrücke malte er mehrere seiner besten monumentalen Bilder: Karelien oder Steine Kareliens. 
Ab 1957 nahm er an zahlreichen Ausstellungen teil, wovon einige persönliche Ausstellungen waren. Boris Jeflow starb am 17. März 2013 im Alter von 86 Jahren in Kostroma. Er wurde im Dorf Iljinskoje in der Nähe von Kostroma beigesetzt.

## Werke (Auswahl)

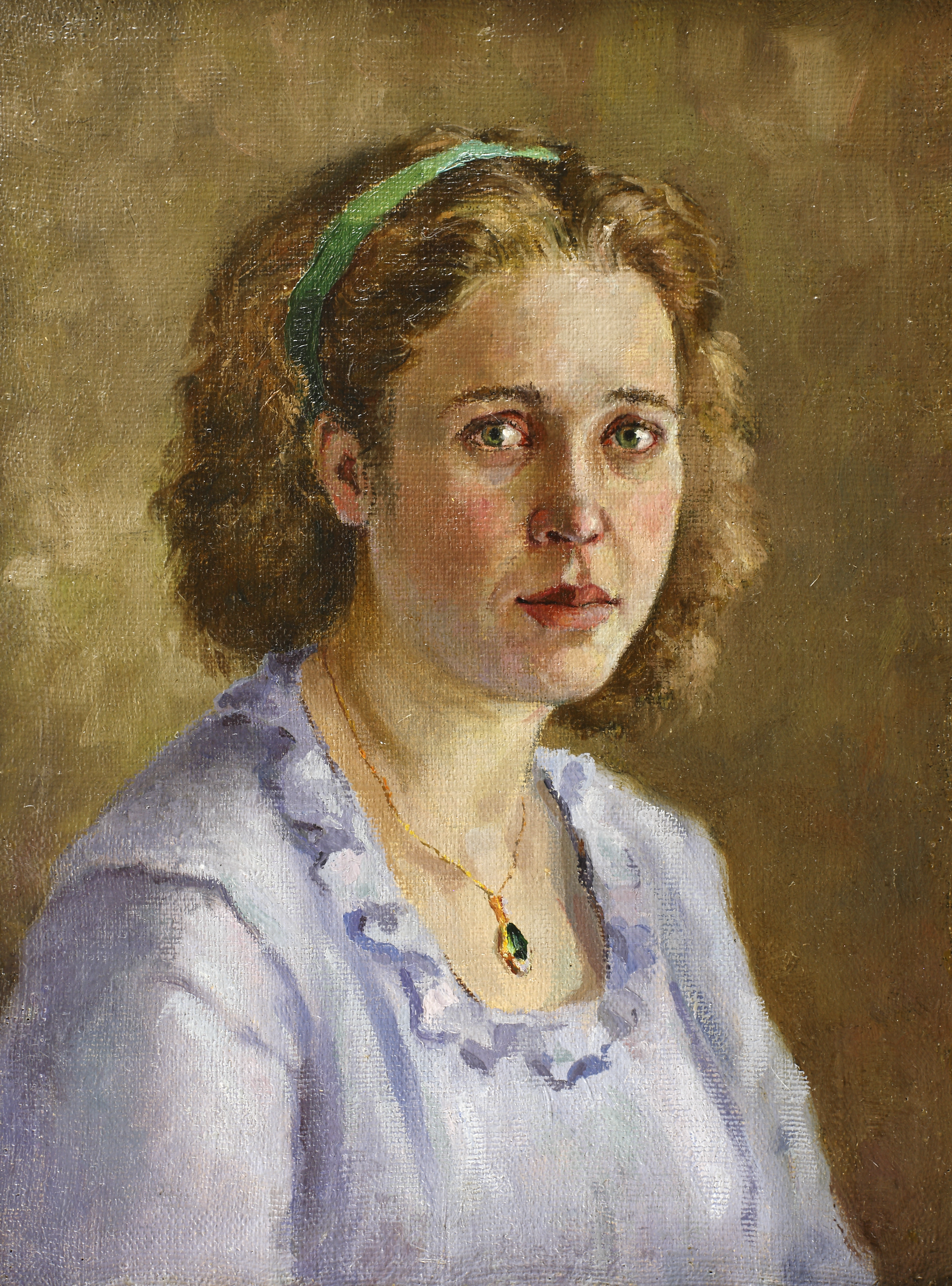
Walentina (1957)
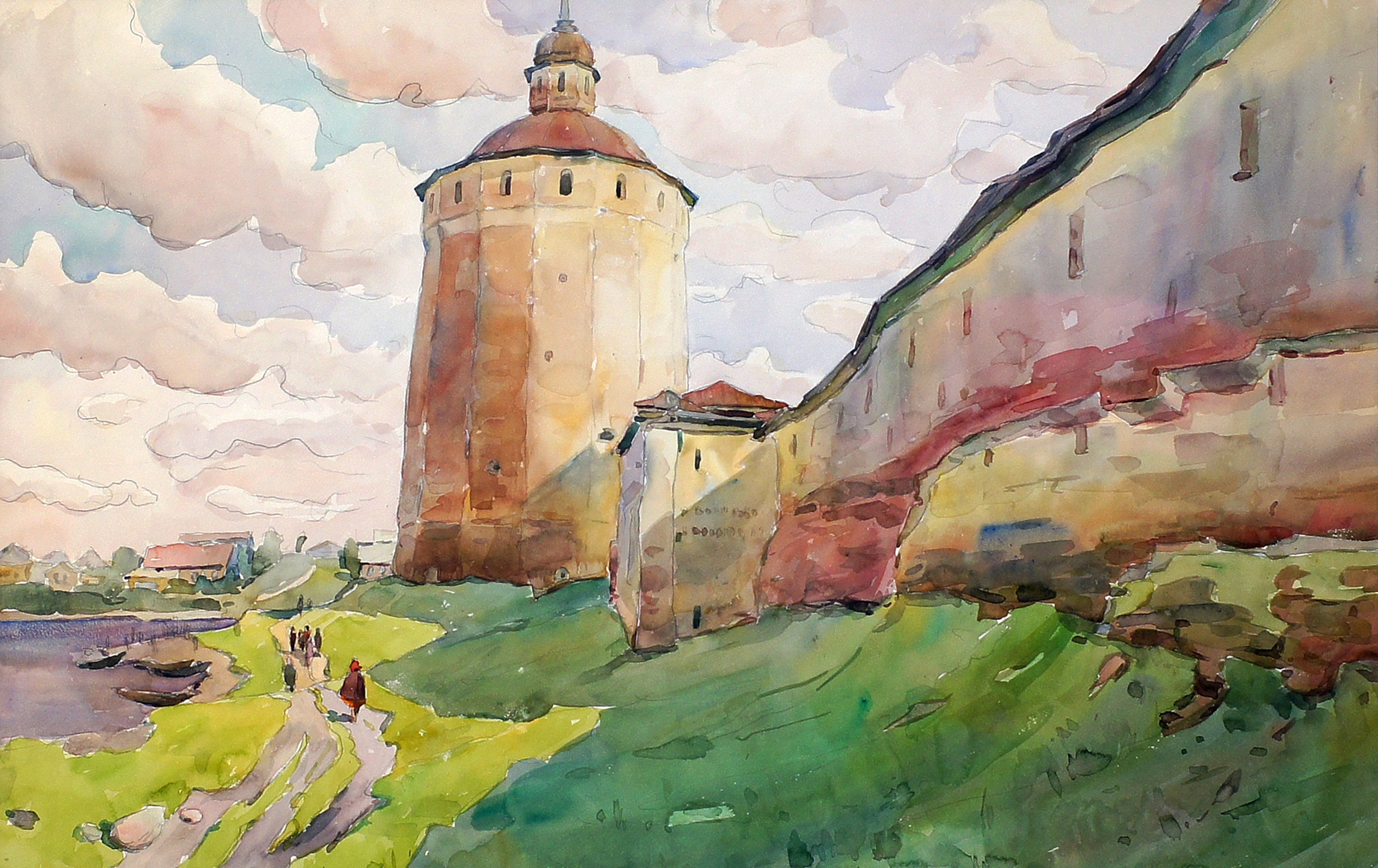
Eckturm (1967)
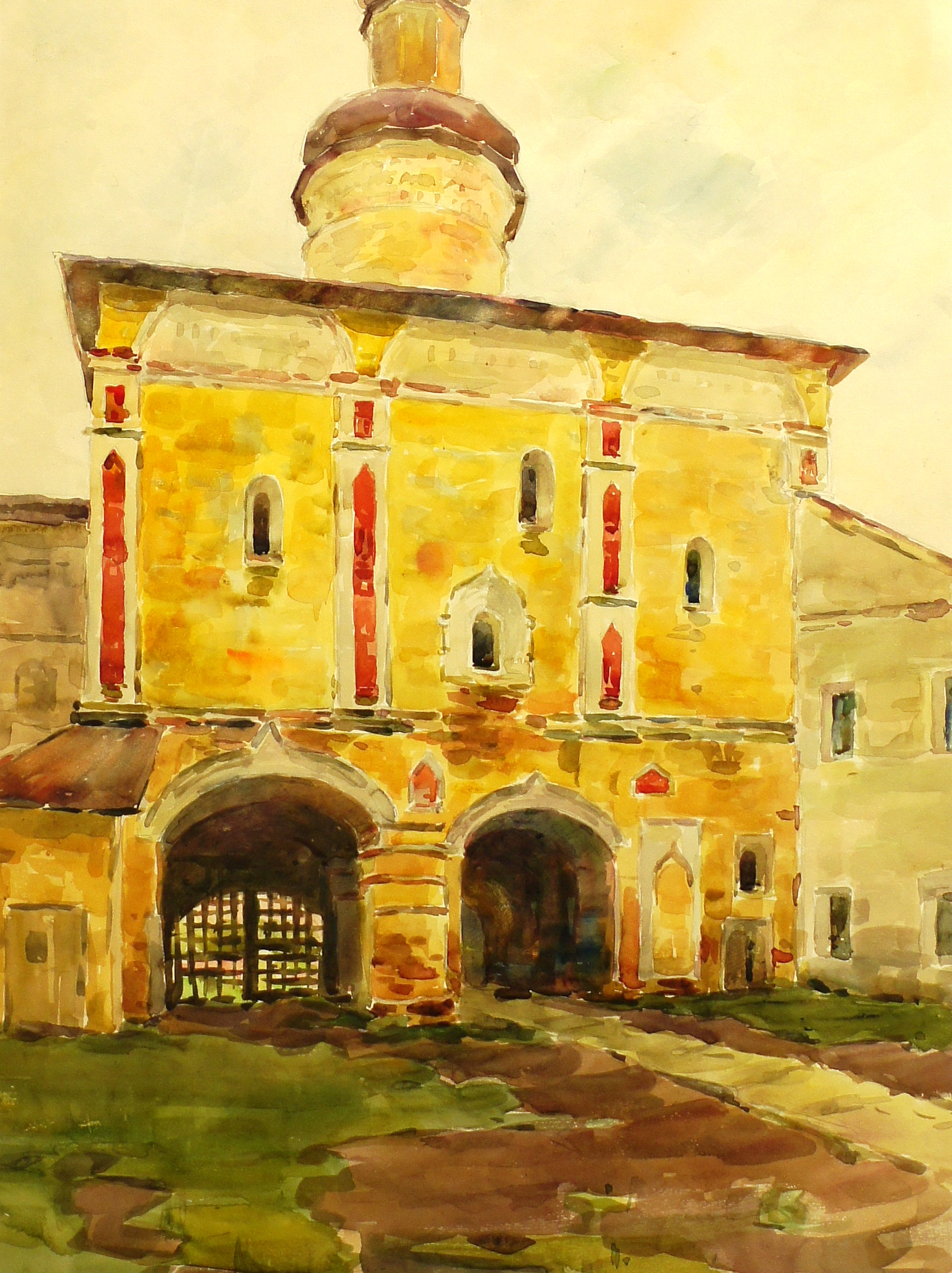
Die Heilige Pforte (1968)
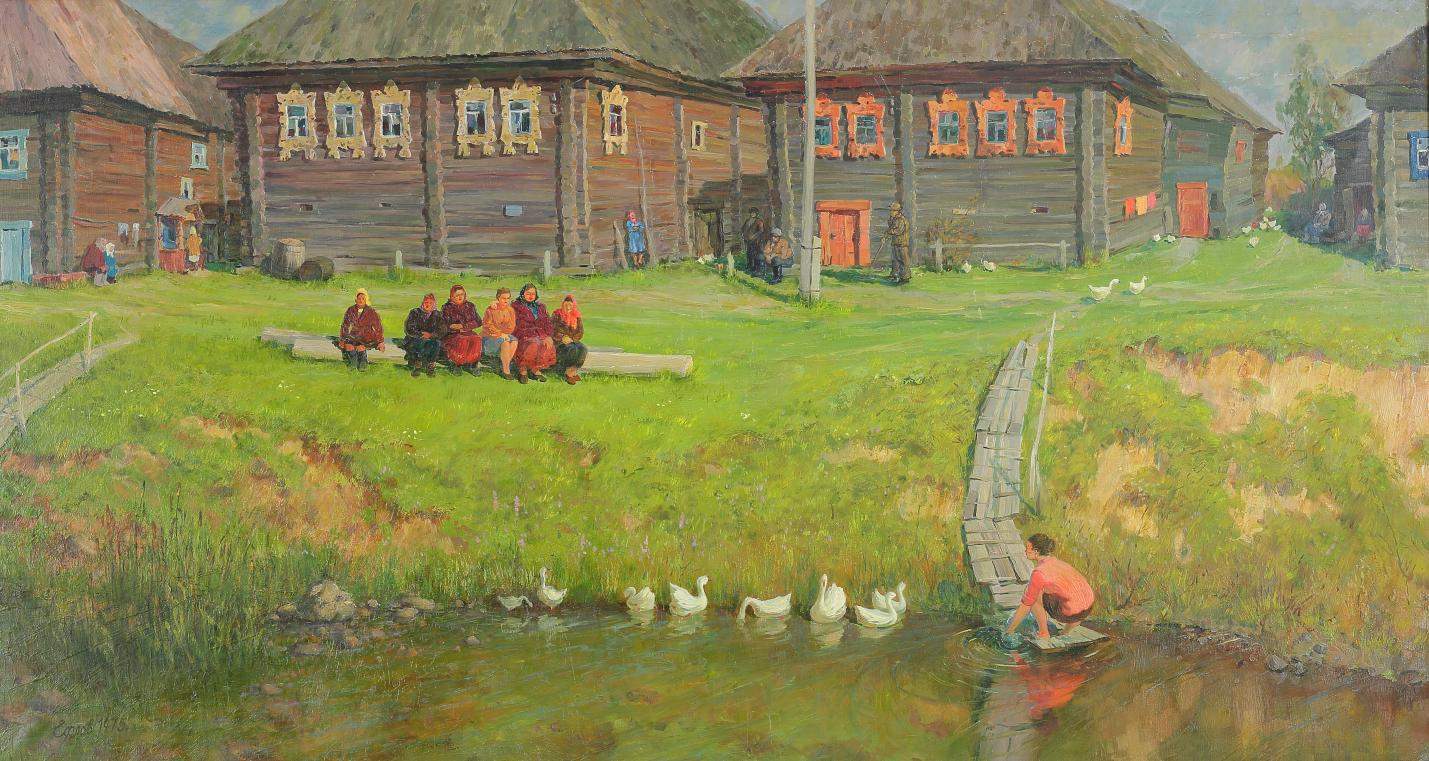
Am Flüsschen, am Flüsschen…  (1975)
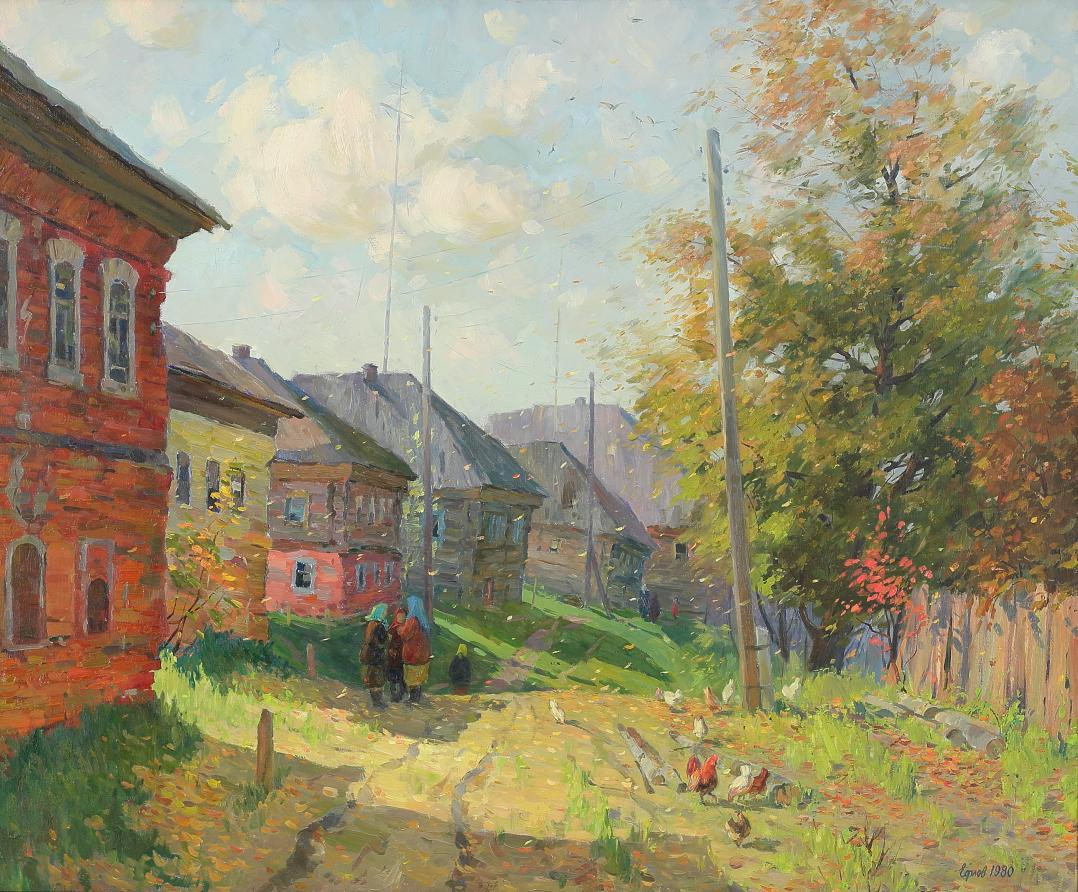
Laubfall (1982)
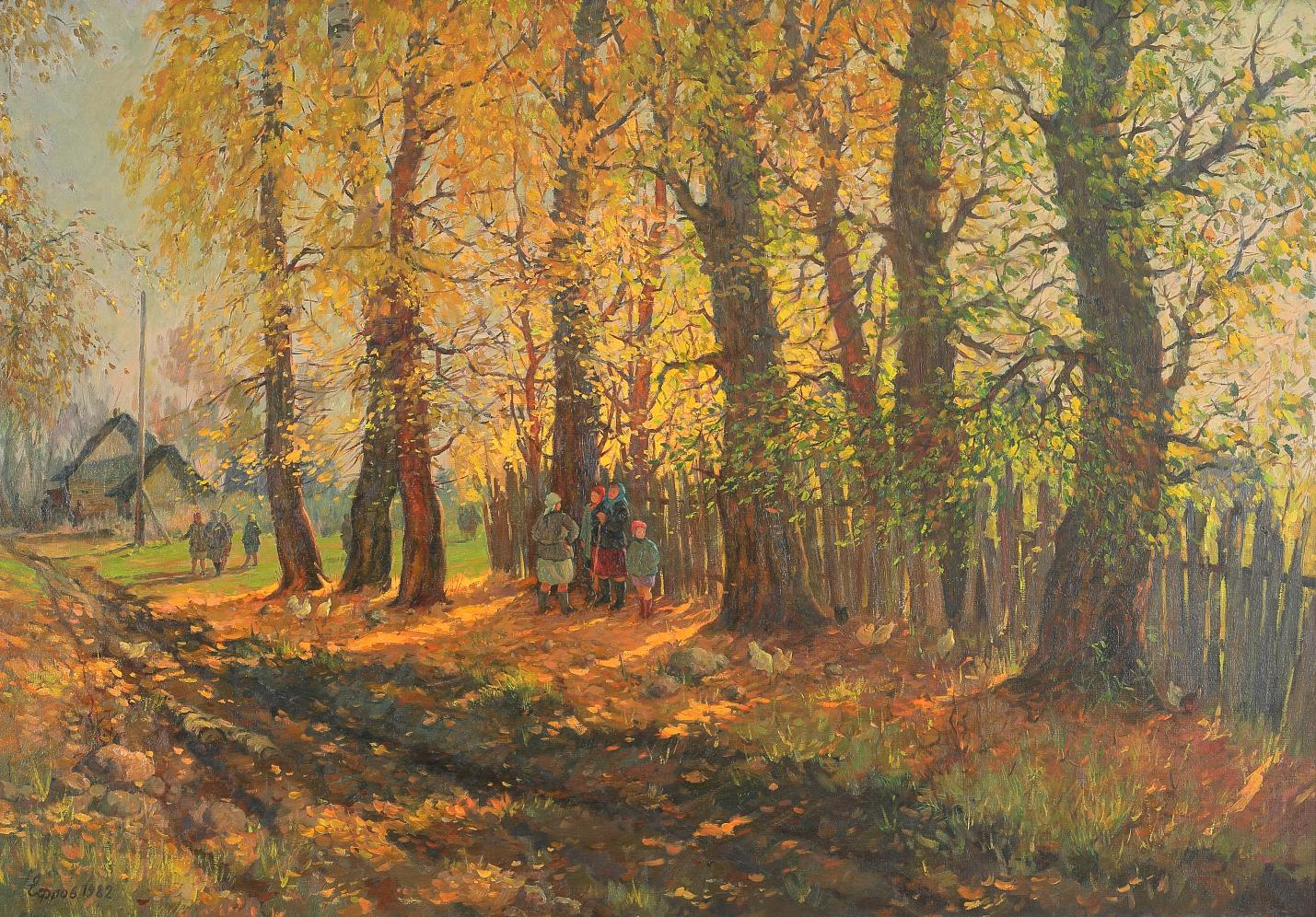
Altweibersommer (1982)
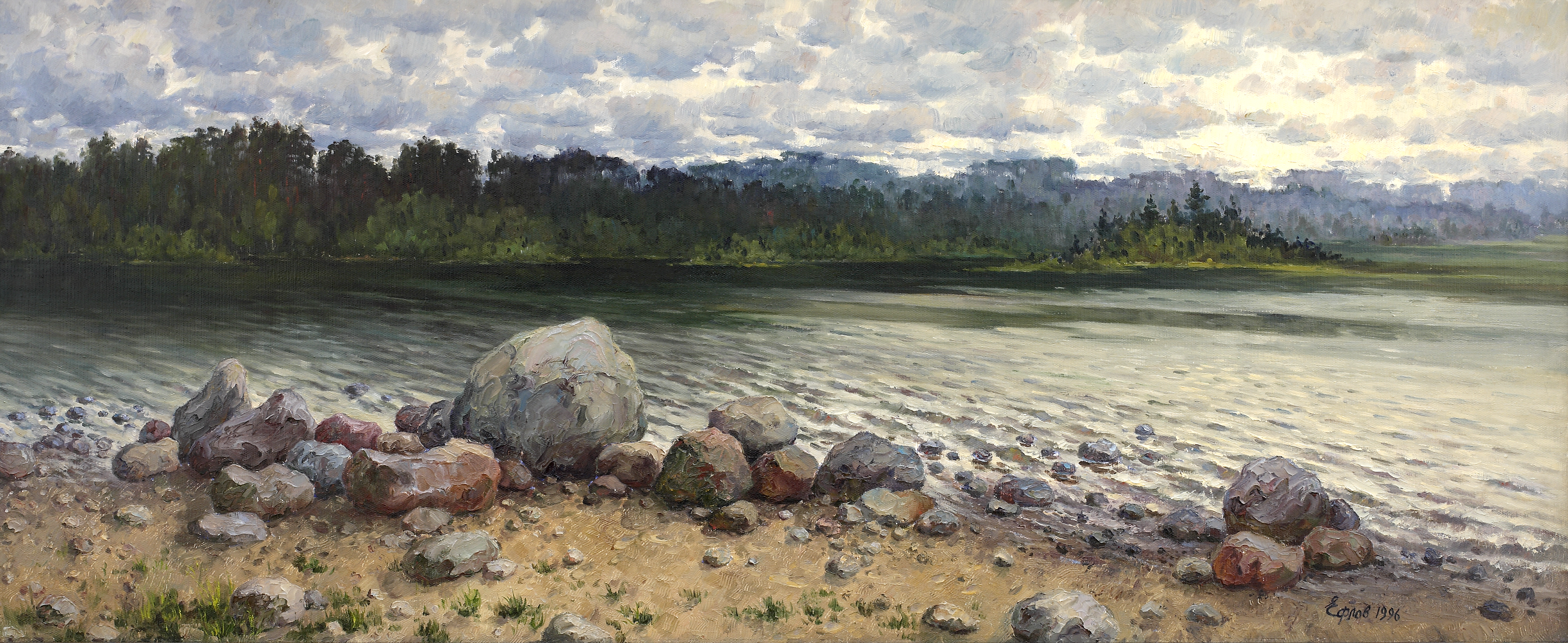
Steine Kareliens (1996)
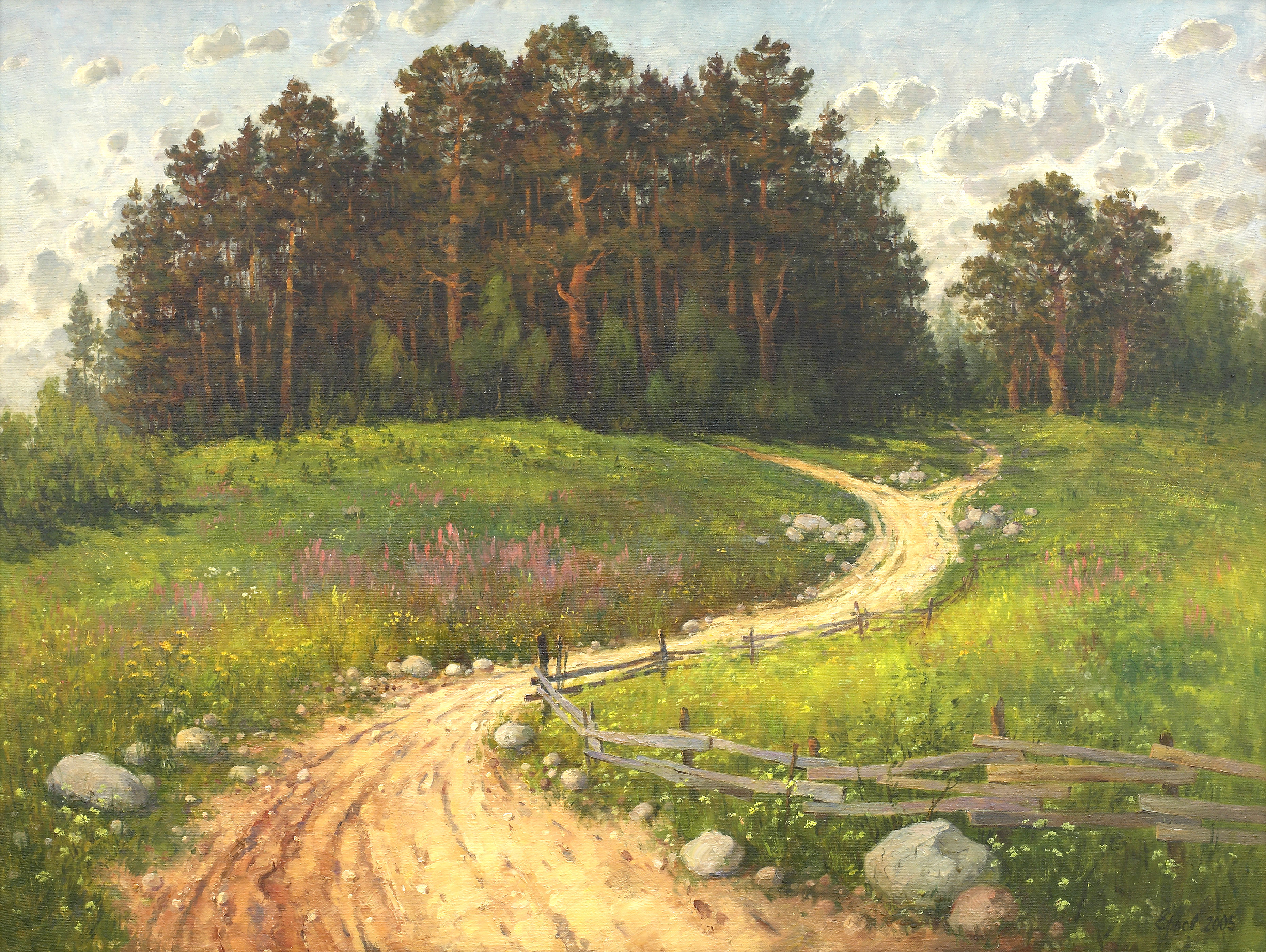
Karelien (2004)

## Ausstellungen
Von 1958 bis 2018 waren Jeflows Werke auf mehreren Ausstellungen zu sehen. In den letzten Jahren waren es meistens persönliche Ausstellungen. Die bedeutendsten darunter sind:
- "Sowjetische Kunst, sozialistischer Realismus, 1945 - 1980", Barcelona, Museum für moderne Kunst, Galerie Ynguanzo (1992)[5]
- Das durchsichtige Licht des Aquarells, Kostroma, Perpetuum Art Galerie, (2006)[6]
- Jubiläumsausstellung, gewidmet dem 80-jährigen Jubiläum des Malers, Kostroma, Romanow Museum (2007)
- Abschied vom Maler: Ausstellung. Ausstellungshalle der Regierung Kostromas (2013)
- Ausstellung der graphischen Porträts und Zeichnungen. Synagoge Kostromas[7]
- Waldwege. Das regionale Naturmuseum Kostromas
- Barbaras Haus: Jubiläumsausstellung, gewidmet dem 90-jährigen Jubiläum des Malers. Ehemaliger Adelsversammlungssaal (2017)[2][8]
- Magie des Nordens in Malers Augen. Karelien, Sortawala (2017)[4]